# Anisomeria
Anisomeria is een geslacht van kevers uit de familie  waterroofkevers (Dytiscidae).
Het geslacht is voor het eerst wetenschappelijk beschreven in 1943 door Brinck.

## Soorten
Het geslacht omvat de volgende soort:
- Anisomeria bistriata (Brullé, 1835)